# Santuario de la Inmaculada Concepción (Corinto)
El Santuario de la Inmaculada Concepción es un templo católico ubicado en la localidad de Corinto, comuna de Pencahue, Región del Maule, Chile. Construido en 1866, fue declarado monumento nacional de Chile, en la categoría de monumento histórico, mediante el Decreto Exento n.º 1976, del 11 de octubre de 2007.
El 8 de diciembre de cada año se celebra la fiesta religiosa de la Inmaculada Concepción, donde acuden una gran cantidad de fieles peregrinos.

## Historia
El obispo Diego de Medellín estableció en Corinto una iglesia para servir al sector entre los ríos Mataquito y Maule. En su interior se instaló una imagen de la Inmaculada Concepción, con el vientre abultado, y que se mantuvo a pesar de la prohibición de este tipo de imágenes luego del Concilio de Trento.
En 1856 un incendio destruyó la iglesia, y la imagen quedó carbonizada, pero no perdió sus detalles escultóricos. La iglesia fue reconstruida en 1866, y el terremoto de 2010 la dejó con graves daños.

## Descripción
Está construida en adobe, y presenta las características de la arquitectura de las casas coloniales en el Chile central.